# O Ciuciarella/Nini Nanna
O Ciuciarella/Nini Nanna è il primo 78 giri di Tino Rossi, registrato a dicembre 1932 e pubblicato nel marzo 1933.

## Descrizione
Entrambi i brani sono descritti sull'etichetta del disco come Ninna nanna corsa e sono accompagnati dalle chitarre.
O Ciuciarella è un brano musicale del compositore marsigliese di origine corsa Henri Tomasi con il testo di Michel Lorenzi di Bradi.
Nini Nanna ha invece il testo del poeta corso Petru-Santu Leca (noto anche come Pierre-Toussaint Leca), originario di Arbori, su musica di Théo Lacuire, ed è conosciuta anche con il titolo Sott'à lu ponte. Con il titolo Ninna nanna è stata incisa in italiano nel 2004 da Riccardo Tesi con Ginevra Di Marco alla voce nell'album Lune.

## Tracce
1. O Ciuciarella (matrice lato A: 138939.2) (testo: Michel Lorenzi di Bradi – musica: Henri Tomasi)
2. Nini Nanna (matrice lato A: 138940.2) (testo: Petru Santu Leca – musica: Théo Lacuire)